# Mistrzostwa Europy w Lekkoatletyce 1958 – chód na 50 km mężczyzn

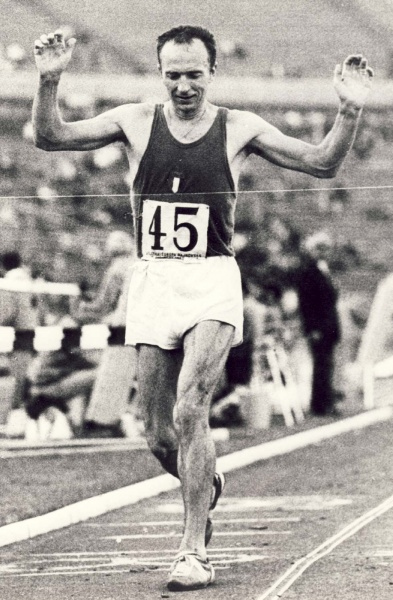
Abdon Pamich

Chód na dystansie 50 kilometrów mężczyzn był jedną z konkurencji rozgrywanych podczas VI Mistrzostw Europy w Sztokholmie. Został rozegrany 22 sierpnia 1958 roku. Zwycięzcą tej konkurencji został reprezentant ZSRR Jewgienij Maskinskow. W rywalizacji wzięło udział czternastu zawodników z dziesięciu reprezentacji. 

## Rekordy
| Rekord świata     | Grigorij Klimow (SUN) | 4:05:13   | Moskwa, ZSRR      | 10.08.1956 |
| Rekord Europy     | Grigorij Klimow (SUN) | 4:05:13   | Moskwa, ZSRR      | 10.08.1956 |
| Rekord mistrzostw | Władimir Uchow (SUN)  | 4:22:11,2 | Berno, Szwajcaria | 26.08.1954 |

## Wyniki
| Miejsce | Zawodnik             | Czas      | Uwagi |
| ------- | -------------------- | --------- | ----- |
| 1       | Jewgienij Maskinskow | 4:17:15,4 | CR    |
| 2       | Abdon Pamich         | 4:18:00,0 |       |
| 3       | Max Weber            | 4:19:58,6 |       |
| 4       | Tom Misson           | 4:20:31,8 |       |
| 5       | Don Thompson         | 4:25:09,0 |       |
| 6       | Michaił Korszunow    | 4:26:02,0 |       |
| 7       | Ladislav Moc         | 4:27:16,6 |       |
| 8       | Louis Marquis        | 4:33:11,0 |       |
| 9       | John Ljunggren       | 4:42:40,8 |       |
| 10      | Oddvar Sandvik       | 4:59:04,2 |       |
| 11      | André Dufresne       | 5:19:55,6 |       |
| –       | Giuseppe Dordoni     | DNF       |       |
| –       | Klaus Biethan        | DQ        |       |
| –       | Åke Söderlund        | DQ        |       |